# Mudiyanur, Mulbagal
Mudiyanur là một làng thuộc tehsil Mulbagal, huyện Kolar, bang Karnataka, Ấn Độ.